# タングステン酸セシウム
タングステン酸セシウム (タングステンさんセシウム、英: caesium tungstate) は、化学式Cs2WO4の無機化合物である。非常に密度の高い溶液を作ることで知られ、他の多くの岩石はこの溶液に浮くもののダイヤモンドは沈むため、ダイヤモンドの加工に用いられる。

## 性質
非常に吸湿性の高い無色の結晶を形成する。直方晶系から六方晶系への相転移は、536 ℃で生じる。

## 合成
塩化セシウムとタングステン酸銀の反応か、タングステン酸と水酸化セシウムの反応によって合成される。

## 危険性
急性毒性があり、刺激の原因となる。皮膚や目に触れると、炎症を引き起こす。